# August Stramm
August Stramm (29. juli 1874 – 1. september 1915) var en tysk digter og dramatiker, der bliver anset for at være en af de første ekspressionister. Han gjorde også tjeneste i den tyske hær og blev dræbt i aktion under Første Verdenskrig.
Han arbejdede som ung i det tyske Postkontorministerium og aftjenede sin værnepligt i den tyske hær i 1896-1897. Efter dette rejste han til USA flere gange over de næste år før han slog sig ned i Berlin. I 1912-1913 skrev han to skuespil, Sancta Susanna og Die Haidebraut, de første af mange, der dukkede op efter krigen.
Stramm var også en reservist i den tyske hær og havde opnået titlen som kaptajn, den højest mulige for civile. Han blev kaldt til aktiv tjeneste, da krigen brød ud i august 1914. I januar 1915 blev han tildelt Jernkorset (anden klasse) for sin tjeneste i Frankrig. Senere det år blev han sendt til Østfronten, hvor han gjorde tjeneste som leder af kompagniet, senere forfremmet. Han blev dræbt i nærhamp i Horodec.
En samling af hans digte blev udgivet efter hans død.